# Château de Foucaucourt
Le château de Foucaucourt est situé sur le territoire de la commune de Foucaucourt-Hors-Nesle, dans le département de la Somme, à l'ouest d'Amiens.

## Historique
La construction du château remonte au XVIIe siècle mais les vestiges d'un château antérieur du XVIe siècle sont encore visibles (grange, pigeonnier et mur de clôture). Au XVIIIe siècle, des modifications ont été effectuées dans le bâti. 
Le monument est protégé au titre des monuments historiques : inscription par arrêté du 14 octobre 2002.

## Caractéristiques
Le décor intérieur date du XVIIIe siècle : parquet en pointe de diamant du salon, boiseries de la salle à manger, lambris de la chambre à coucher peint en « orientalisant » du XIXe siècle.
Dans le parc, une parcelle attenante serait un vestige d'un ancien potager ou verger du XVIIe siècle.